# Университетская клиника Фрайбурга
Университетская клиника города Фрайбурга (нем. Universitätsklinikum Freiburg), Германия, является клиникой максимального медицинского обеспечения и относится к крупнейшим и авторитетнейшим медицинским учреждениям страны. Университетская клиника Фрайбурга была создана на базе Фрайбургского университета имени Альберта и Людвига, который был основан австрийским эрцгерцогом Альбрехтом VI в 1457 году.

## История
Медицинский факультет был создан в 1457 году одновременно с основанием Фрайбургского университета. В 1751 году студенты медицинского факультета начали заниматься благотворительной деятельностью, ухаживая за пациентами в больнице для бедняков. Позже, в 1780 году, был создан первый общеклинический госпиталь (Allgemeines Kranken-Spital). В девятнадцатом веке был построен основной медицинский центр, состоящий из различных специализированных подразделений. В 1887 году открылась психиатрическая клиника, а в 1926 году архитектор Альберт Лоренц начал строительство современного больничного комплекса на территории нынешнего больничного городка. В результате бомбардировки 1944 года были разрушены практически все медицинские учреждения центра, их реконструкция началась в 1952 году в соответствии с первоначальными планами. С тех пор этот комплекс зданий непрерывно расширяется, включая в себя всё более обширный спектр клиник-сателлитов.
В 2012 году произошло слияние Кардиологического центра Университетской клиники с Центром сердечно-сосудистых заболеваний в Бад-Кроцингене (Bad Krozingen). В результате этого слияния возникло ООО "Университетский центр сердечно-сосудистых заболеваний Фрайбург — Бад-Кроцинген" (Universitäres Herz- und Kreislaufzentrum Freiburg Bad Krozingen), ставший крупнейшим кардиологическим центром Германии.  
В 2021 году этот центр был полностью интегрирован в структуру Университетской клиники г. Фрайбурга, что позволило оптимизировать управление, расширить научные и клинические возможности, а также укрепить позиции клиники как ведущего медицинского и исследовательского учреждения не только в Германии, но и в международном медицинском сообществе. 
Центр прецизионной медицины: В 2022 году на базе клиники был создан Центр прецизионной медицины (Zentrum für Personalisierte Medizin), фокусирующийся на индивидуализированном лечении рака, редких генетических заболеваний и аутоиммунных расстройств с применением молекулярно-генетических методов. 
Онкологический центр: В 2023 году Онкологический центр Университетской клиники Фрайбурга (Comprehensive Cancer Center Freiburg) получил статус Национального онкологического центра Германии (Nationale Centren für Tumorerkrankungen, NCT) в сотрудничестве с Немецким онкологическим исследовательским центром (DKFZ), что подтвердило высокий научный и клинический уровень учреждения. 

## Состав клиники
Клиники
- Анестезиология и интенсивная медицина
- Гастроэнтерология / гепатология
- Гинекология
- Дерматология
- Детская и подростковая медицина
  - Детская кардиология
  - Общая педиатрия
  - Нейропедиатрия и мышечные заболевания
  - Детская онкология и гематология
- Диабетология
- Кардиологический центр
  - Сердечно-сосудистая хирургия
  - Кардиология и ангиология во Фрайбурге и Бад-Кроцингене
  - Детская кардиология и врожденные пороки сердца
- ЛОР (оториноларингология)
- Лучевая терапия
- Нейроцентр
  - Неврология и нейрофизиология
  - Общая нейрохирургия
  - Стереотаксическая нейрохирургия
  - Эпилептический Центр
  - Нейрорадиология
  - Нейропатология
  - Центр лечения боли
- Нефрология
- Общая и висцеральная хирургия
- Онкология и гематология
- Ортопедия и травматология
- Офтальмология
- Пластическая хирургия и хирургия кисти
- Психиатрия и психотерапия
- Пульмонология
- Радиология
- Ревматология и клиническая иммунология
- Стоматология
  - Оперативная стоматология и пародонтология
  - Ортодонтия
  - Протезирование
  - Челюстно-лицевая хирургия
- Торакальная хирургия
- Урология
- Ядерная медицина и эндокринология

Институты и междисциплинарные центры
- Институт генетики человека
- Институт производственной медицины и здоровья опорно-двигательной системы
- Институт клинической химии / Центр липидного обмена
- Институт музыкальной терапии
- Институт патологии
- Институт профилактики опухолевых заболеваний
- Институт судебной медицины
- Институт клеточной и генной терапии вкл. центр трансфузионной медицины

- Институт профилактики инфекционных заболеваний и клинической гигиены
- Центр гериатрии и геронтологии
- Центр комплементарной медицины
- Центр континенции
- Центр лечения рака груди
- Центр лечения редких заболеваний
- Центр медицинской биометрии и информатики
- Центр медицинской микробиологии и гигиены
- Центр медицины сна
- Центр мышечных заболеваний
- Центр неотложной помощи
- Онкологический Центр (CCCF)
- Трансплантационный центр
- Центральная физиотерапия
- Центр хронического иммунодефицита (CCI)
- и др

## Ключевые достижения клиники

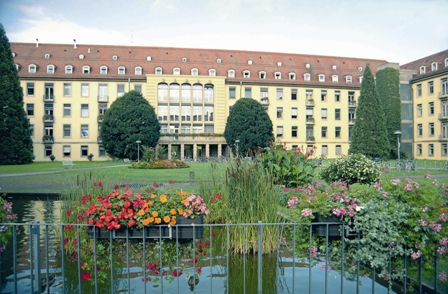
Здание хирургической клиники

Благодаря высокому уровню медицинского обслуживания и обширным клиническим исследованиям Университетская клиника г. Фрайбурга завоевала отличную международную репутацию. Многие медицинские достижения стали возможны благодаря научной работе сотрудников клиники. Во Фрайбурге, например, была проведена первая в мире процедура TIPS, первая в Европе имплантация искусственного сердца Jarvik-2000, первая, управляемая роботами, операция на мозге, а также первая в земле Баден-Вюртемберг комбинированная сердечно — легочная трансплантация. В 2004 году Университетская клиника г. Фрайбурга стала первой немецкой клиникой, в которой была проведена трансплантация почки при несовместимости групп крови. На данный момент клиника относится к медицинским центрам с наибольшим опытом в проведении 
подобной операции. Годовой бюджет Университетской клиники г. Фрайбурга составляет около 800 миллионов евро.
В 2016 году Онкологический центр Университетской клиники (CCCF) в очередной раз был признан «Ведущим онкологическим центром» и является одним из немногих сертифицированных медицинских учреждений данного типа в Германии. Организация "Немецкая онкологическая помощь" (Deutsche Krebshilfe) производит финансовую поддержку подобных передовых центров с той целью, чтобы они могли обеспечить всех больных ещё более качественным медицинским обслуживанием в соответствии с новейшими научными достижениями.  
В 2016 году клиника была признана ведущей в Германии в области сложных резекций легких, хирургии позвоночника, лечении политравм, инсультов, рака груди, а также в области лучевой терапии, кохлеарной имлантации и трансплантации роговицы. В области онкологии клиника относится к лучшим в области лечения рака и метастазов в легких, опухолей мозга, лейкемии, метастазов в печени, гинекологических опухолей и миеломной болезни. 
Университетский кардиологический центр Фрайбург - Бад-Кроцинген (Universits-Herzzentrum Freiburg-Bad Krozingen) является крупнейшим в Германии. Здесь проводится наибольшее в Германии число операций по замене сердечных клапанов и лечится наибольшее количество пациентов с инфарктом миокарда. 

## Общая информация

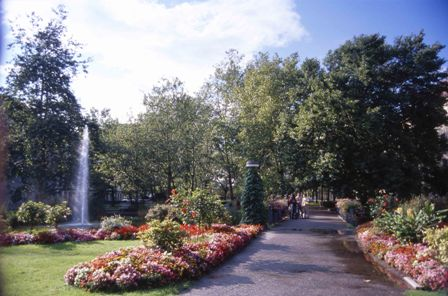
Парк Университетской клиники

Университетская клиника г. Фрайбурга является центром обучения, научных разработок и оказания медицинской помощи наивысшего уровня. Штат клиники составляет 15.000 человек, что делает её крупнейшим работодателем в регионе. Ежедневно пациентам оказывают помощь 1.800 врачей и 4.300 человек среднего медицинского персонала. Общее число коек составляет 2.189 мест. Университетская клиника г. Фрайбурга принимает около 90.000 стационарных и 897.000 амбулаторных пациентов в год.
Университетская клиника г. Фрайбурга является учреждением максимального медицинского обеспечения и одним из крупнейших медицинских центров Европы. Здесь представлены практически все направления современной медицины.
Входящие в её состав центры: вышеупомянутые Университетский кардиологический центр Фрайбург - Бад-Кроцинген (Universits-Herzzentrum Freiburg-Bad Krozingen), Центр хронического иммунодефицита (CCI), Онкологический центр (CCCF), а также Центр лечения печени, Международный центр лечения карциномы поджелудочной железы, Нейроцентр, Эпилептический центр и Центр гериатрии и геронтологии являются крупнейшими в Германии и широко известны за пределами страны.

## Обслуживание иностранных пациентов
Центр международных медицинских услуг IMS Университетской клиники г. Фрайбурга (англ. International Medical Services and International Business Development, сокр. IMS) был основан правлением клиники в 2000 году и представляет собой её структурное подразделение.
Деятельность Центра международных медицинских услуг заключается в организации медицинского обслуживания иностранных пациентов, прибывающих на лечение во Фрайбург: оформление приглашений для получения виз, расчет предварительной стоимости лечения, организация врачебных приемов, бронирование отеля, организация переводов и трансферов, размещение и сервисное обслуживание пациентов и сопровождающих их лиц, координирование процесса лечения, выдача врачебных заключений и окончательный расчет стоимости пребывания в клинике.
К области деятельности Центра международных медицинских услуг относится также организация услуг "второе мнение" (телемедицина).
Центр сотрудничает с иностранными медицинскими учреждениями в таких направлениях как введение европейских стандартов в медицине, консультационная поддержка при закупке нового оборудования, разработка стратегических концепций при постройке и модернизации медицинских учреждений и многое другое.
В спектр услуг также входит организация программ повышения квалификации для среднего и старшего медицинского персонала. Обучение проводится как на базе Университетской клиники г. Фрайбурга, так и на базе иностранного учреждения. Предлагаются также школы-семинары в виде телеконференций.
Сотрудники Центра говорят на многих иностранных языках, в том числе, и на русском.

## "Второе мнение"
В Университетской клинике г. Фрайбурга предлагается услуга "второго мнения", что позволяет пациенту получить мнение немецкого специалиста относительно поставленного диагноза, необходимой терапии, а также рекомендации по дальнейшей реабилитации. Для этого пациент можно проконсультироваться со специалистами различных направлений в режиме онлайн или получить письменное заключение «второе мнение», составленное на основе предоставленной медицинской документации и содержащей рекомендации специалиста клиники. Производится также оценка радиологических (ПЭТ/КТ, КТ, МРТ), сделанных в стране проживания пациента. 

## Обучение
Университетская клиника г. Фрайбурга тесно сотрудничает с медицинским факультетом Фрайбургского университета, который пользуется большим авторитетом среди студентов Европы. Университетская клиника занимается обучением не только будущего поколения врачей, но и лаборантов, медицинских сестёр, акушеров, и физиотерапевтов.